# Dissotis pulchra
Dissotis pulchra är en tvåhjärtbladig växtart som beskrevs av Abílio Fernandes och Rosette Mercedes Saraiva Batarda Fernandes. Dissotis pulchra ingår i släktet Dissotis och familjen Melastomataceae. Inga underarter finns listade i Catalogue of Life.